# Прекрасная американка
«Прекрасная американка» — французская кинокомедия 1961 года с Луи де Фюнесом в двойной роли.

## Сюжет
Марсель Перриньон работает на заводе и ведёт скучную размеренную жизнь, каждый день которой похож на другой. Единственная его мечта — купить мотоцикл. Наконец, накопив деньги, Марсель начинает договариваться с соседом о покупке его мотоцикла, но в тот же день его жена Полетт находит в газете объявление о продаже американского автомобиля за 45 000 старых франков, по цене недорогого мотоцикла. Марсель отправляется по объявлению и возвращается домой в шикарном «Олдсмобиле-88» 1959 года.
С этого момента жизнь скромного пролетария делает крутой поворот, вместе с автомобилем в его жизни появляется множество завистников, люди его круга начинают с недоверием относиться к нему и подозревают его в сомнительных делишках. В этот же день его увольняют с работы. Жена с собакой рассчитывают получить приз в конкурсе, однако её питомец, завидев других собак, тут же кинулась за ними, волоча на поводке свою хозяйку.
Марсель решает узнать, почему эта машина стоит так дёшево. На самом деле один человек, умирая, завещал своей жене продать его автомобиль, и деньги отдать своей секретарше. Теперь эта секретарша требует продать ему автомобиль за 100 000 франков, но Марсель не соглашается, потому что жене это не понравится. Тогда девушка запирает Марселя в багажнике и отправляется колесить по городу. Однако за ней приезжают двое мужчин, а Марсель остаётся в багажнике.
Тем временем Полетт обнаруживает пропажу мужа и вместе с его друзьями отправляется на мотоцикле на поиски мужа. Они находят машину на опушке леса и Марсель сообщает им о своём бедственном положении. «Надо открыть ключом багажник» — говорит Марсель. «А где ключ?» — спрашивает Полетт. «У меня в кармане» — отвечает Марсель.
Они едут к слесарю. Из дома выходит жена. «Надо открыть багажник» — говорит Полетт. «А до утра нельзя подождать?» — спрашивает жена. «Никак нельзя, в багажнике человек». Дверь закрывается мгновенно. Альфред приводит другого слесаря. Тот открывает багажник, но, увидев Марселя, тут же закрывает и убегает. Они едут дальше, но кончается бензин и Полетт с друзьями Марселя идут за бензином.
Утро. Мужчина, проходивший мимо, решает стырить что-нибудь из машины. Отмычкой открывает он багажник, и, увидев спящего Марселя, убегает. Вскоре Марсель просыпается, вылезает из багажника, садится за руль и едет.
Он заезжает на автомойку и просит залить бензин, но машину везут на мойку. Он откидывает верх и кричит, что хотел только заправить бензин, и получает струю воды. Когда мойка подходит к концу, владельцы извиняются перед ним и дают сухой пиджак.
Марсель едет дальше. На обочине дороги стоит человек, который подбегает к Марселю и говорит, что он — Шово, его полковой друг по армии и просит дать денег. Марсель проезжает мимо, не обращая на того внимания.
Марсель попадает в пробку и его машину направляют в правительство, думая что он оттуда. Министра торговли очень привлекает его машина и тот решает ехать не на своей машине, а на машине Марселя. Особенно министру понравились стёкла, которые он постоянно поднимал и опускал.
Вскоре машина Марселя глохнет, и министр просит у того денег на такси и уходит. Марсель идёт в заправку, которая находится рядом. В этот момент другая машина случайно толкает «американку», и та катится вниз по склону. Она приезжает на пристань, а Марсель замечает, что машины нет и объявляет о её пропаже.
Полицейские ловят все машины белого цвета. Марсель находит свою машину на пристани и хочет в неё сесть, но его арестовывают. Пытаясь доказать, что это его машина, он звонит женщине, у которой покупал, но та говорит, что его не знает. В трубке играет музыка, слышны голоса — ясно, что в её квартире идёт вечеринка.
Вдруг поступает звонок от министра и полицейский тут же отпускает Марселя. Марсель едет к жене. Тут в отделение полиции приходят гости с вечеринки бывшей хозяйки «американки», и она говорит, что пошутила. Полицейский сажает их в камеру.
Тем временем Полетт села в машину, случайно дала задний ход и во что-то сильно врезалась. Марсель говорит, что у него есть идея. В следующей сцене на ипподроме он из своей машины продаёт мороженое.

## В ролях
| Актёр          | Роль                                                                           |
| -------------- | ------------------------------------------------------------------------------ |
| Робер Дери     | Марсель Перриньон                                                              |
| Колетт Броссе  | Полетт Перриньон                                                               |
| Альфред Адам   | Альфред                                                                        |
| Кристиан Марен | Пьеро                                                                          |
| Робер Бернье   | Гуш                                                                            |
| Пьер Дак       | полковник                                                                      |
| Луи де Фюнес   | братья-близнецы Виралё: мастер завода и комиссар полиции озвучил Зиновий Гердт |
| Жан Лефевр     | Шуньяс, главный бухгалтер                                                      |
| Мишель Серро   | Шово                                                                           |
| Пьер Черния    | камео                                                                          |
| Жан Карме      | вор                                                                            |
| Морис Гардетт  | жандарм Гуньяж озвучил Георгий Милляр                                          |
| Жан Ришар      | слесарь                                                                        |

## Прокат
Премьера фильма состоялась 29 сентября 1961 года.
Во время проката во Франции было продано 4 151 247 билетов.
Фильм снят на чёрно-белую плёнку, так в то время на цветную снимались, в основном, супербоевики. Заключительная трёхминутная сцена — на цветной плёнке, это позволил сделать сэкономленный бюджет фильма. В современную компьютерную эпоху фильм был колоризирован.